# Asclepias speciosa
Asclepias speciosa är en oleanderväxtart som beskrevs av John Torrey. Asclepias speciosa ingår i släktet sidenörter, och familjen oleanderväxter. Inga underarter finns listade i Catalogue of Life.